# Acrochordonichthys falcifer
Acrochordonichthys falcifer és una espècie de peix de la família dels akísids i de l'ordre dels siluriformes.

## Morfologia
- Els mascles poden assolir els 9,2 cm de llargària total.
- Nombre de vèrtebres: 35-36.[1]

## Distribució geogràfica
Es troba al Sud-est asiàtic: nord-est de Borneo (Malàisia).